# Tamara Korpatsch
Tamara Korpatsch (n. 12 mai 1995, Hamburg, Germania) este o jucătoare germană de tenis. La 23 octombrie 2023 a atins cea mai bună clasare a sa la simplu, locul 71 mondial, iar la 7 martie 2022 locul 291 la dublu. Primul ei titlu circuitul WTA a fost Transylvania Open 2023.